# Prissé (Deux-Sèvres)
Prissé era una comuna francesa, que estaba situada en el departamento de Deux-Sèvres, de la región de Nueva Aquitania, que en 1972 fue suprimida al fusionarse con la comuna de La Charrière, formando la comuna de Prissé-la-Charrière.

## Historia
Fue creada en 1888 con la fusión de la comuna de Prissé-le-Petit, con una fracción de la comuna de Prissé-le-Grand.

## Demografía
| Gráfica de evolución demográfica de Prissé entre 1891 y 1968 |
|                                                              |

Los datos demográficos contemplados en este gráfico de la comuna de Prissé se han cogido de la página francesa EHESS/Cassini.